# Pericolpa quadrigata
Pericolpa quadrigata är en manetart som beskrevs av Ernst Haeckel 1880. Pericolpa quadrigata ingår i släktet Pericolpa och familjen Periphyllidae. Inga underarter finns listade i Catalogue of Life.